# Raoulia mammillaris
Raoulia mammillaris Hook.f. – gatunek roślin z rodziny astrowatych (Compositae Gis.). Występuje endemicznie w Nowej Zelandii.

## Rozmieszczenie geograficzne
Rośnie naturalnie tylko na Wyspie Południowej, w regionie Canterbury.

## Morfologia
PokrójKrzew z gęstą i bardzo zwartą budową. Tworzy kępki, często o nieregularnym kształcie. Dorasta do 20 cm średnicy.
LiścieLiście są drobne, sztywne i włochate.
KwiatyPseudancjum ma średnicę około 7 mm. Działki kielicha mają białe, tępo zakończone wierzchołki.
Gatunki podobneJest często mylony z gatunkiem R. bryoides, którego liście są krótsze. Dodatkową różnicą są białe końcówki działek kielicha u R. mammillaris. Podobny jest także do R. eximia, lecz generalnie tworzy mniejsze kępki. Ma też liście krótsze, sztywniejsze i bardziej włochate. Ponadto rozeta liściowa jest nieregularna, natomiast u R. eximia ma geometryczne kształty.

## Biologia i ekologia
Występuje na wysokości 1200–1800 m n.p.m. Naturalnymi stanowiskami są stabilne piargi w suchych górach w środkowej i północnej części regionu Canterbury. Podczas okresu zimowego jest podatny na pleśń.